# Discovery (album d'Electric Light Orchestra)
Pour les articles homonymes, voir Discovery.
Albums de Electric Light Orchestra
Out of the Blue
(1977) Xanadu
(1980)
Discovery est le huitième album studio d'Electric Light Orchestra, sorti en 1979. C'est leur premier numéro un au Royaume-Uni.
Marqué par l'influence du disco, cet album suit le départ du violoniste Mik Kaminski et des violoncellistes Hugh McDowell et Melvyn Gale. Ils apparaissent néanmoins dans le film tiré de l'album, qui consiste en une succession de clips des neuf titres.

## Titres
Toutes les chansons sont écrites et composées par Jeff Lynne.
| 1.    | Shine a Little Love      | 4:43 |
| 2.    | Confusion                | 3:42 |
| 3.    | Need Her Love            | 5:11 |
| 4.    | The Diary of Horace Wimp | 4:17 |
| 5.    | Last Train to London     | 4:32 |
| 6.    | Midnight Blue            | 4:19 |
| 7.    | On the Run               | 3:55 |
| 8.    | Wishing                  | 4:13 |
| 9.    | Don't Bring Me Down      | 4:02 |
| 38:53 |                          |      |

## Musiciens
- Jeff Lynne : chant, guitares, piano, synthétiseur
- Bev Bevan : batterie, percussions
- Richard Tandy : piano, piano électrique, clavecin, synthétiseur
- Kelly Groucutt : basse, chant